# محمد السهلی
محمد السهلی (عربی: محمد السهلي؛ زادهٔ ۲۲ مهٔ ۱۹۹۲) بازیکن فوتبال اهل عربستان سعودی است.
از باشگاه‌هایی که در آن بازی کرده‌است می‌توان به باشگاه فوتبال الرائد اشاره کرد.